# Antodynerus flavescens
Antodynerus flavescens är en stekelart som först beskrevs av Fabricius 1775.  Antodynerus flavescens ingår i släktet Antodynerus och familjen Eumenidae. Utöver nominatformen finns också underarten A. f. karachiensis.